# Takuya Muguruma
Takuya Muguruma (六車 拓也 Muguruma Takuya?, nacido el 13 de junio de 1984 en Kioto) es un exfutbolista japonés. Jugaba de centrocampista y su último club fue el Tokushima Vortis de Japón.

## Trayectoria

### Clubes
| Club               | País  | Año         |
| ------------------ | ----- | ----------- |
| Kyoto Purple Sanga | Japón | 2003 - 2005 |
| Albirex Niigata    | Japón | 2006 - 2007 |
| Tokushima Vortis   | Japón | 2008 - 2011 |

## Estadística de carrera

### J. League
| Club               | Año   | J. League | J. League | Copa J. League | Copa J. League | Total | Total |
| Club               | Año   | Part.     | Goles     | Part.          | Goles          | Part. | Goles |
| ------------------ | ----- | --------- | --------- | -------------- | -------------- | ----- | ----- |
| Kyoto Purple Sanga | 2003  | 0         | 0         | 0              | 0              | 0     | 0     |
| Kyoto Purple Sanga | 2004  | 10        | 0         | -              | -              | 10    | 0     |
| Kyoto Purple Sanga | 2005  | 7         | 0         | -              | -              | 7     | 0     |
| Albirex Niigata    | 2006  | 2         | 0         | 1              | 0              | 3     | 0     |
| Albirex Niigata    | 2007  | 0         | 0         | 0              | 0              | 0     | 0     |
| Tokushima Vortis   | 2008  | 30        | 1         | -              | -              | 30    | 1     |
| Tokushima Vortis   | 2009  | 28        | 3         | -              | -              | 28    | 3     |
| Tokushima Vortis   | 2010  | 24        | 1         | -              | -              | 24    | 1     |
| Tokushima Vortis   | 2011  | 2         | 0         | -              | -              | 2     | 0     |
| Total              | Total | 103       | 5         | 1              | 0              | 104   | 5     |

## Palmarés

### Títulos nacionales
| Título    | Club               | País  | Año  |
| --------- | ------------------ | ----- | ---- |
| J2 League | Kyoto Purple Sanga | Japón | 2005 |